# Kościół Najświętszego Serca Pana Jezusa w Suchym Lesie
Kościół Najświętszego Serca Pana Jezusa – kościół parafii rzymskokatolickiej znajdujący się w centrum Suchego Lasu, w widłach ulic Obornickiej i Bogusławskiego.
Projektantem postmodernistycznego obiektu był Witold Milewski, jednak realizacja napotykała znaczące problemy (cztery razy zmieniał się inwestor), w związku z czym efekt końcowy nie jest w pełni zbieżny z wizją proponowaną przez architekta. Ze strony kościoła budowę zainicjował ks. Zygmunt Klonecki (1977-1980), a kontynuował ją ks. Michał Kamiński (1980-1983). Zgodę na budowę otrzymano 9 lutego 1986. 8 kwietnia 1989 rozpoczęto pierwsze prace ziemne (wykopy fundamentowe). 11 grudnia 2004 rozebrano starą drewnianą kaplicę, a w czerwcu 2005 zakończono pierwszy etap budowy świątyni. 23 października 2009 rozwiązał się komitet budowy. 12 maja 2013 arcybiskup Stanisław Gądecki poświęcił kościół.